# Pont sur la Durèze
Le pont sur la Durèze est un pont situé sur la commune de Chagnon. Il enjambe le ruisseau la Durèze depuis le début du XVIe siècle. Seuls les piétons peuvent l'emprunter. Il est inscrit au titre des monuments historiques par arrêté du 16 décembre 1949.

## Galerie

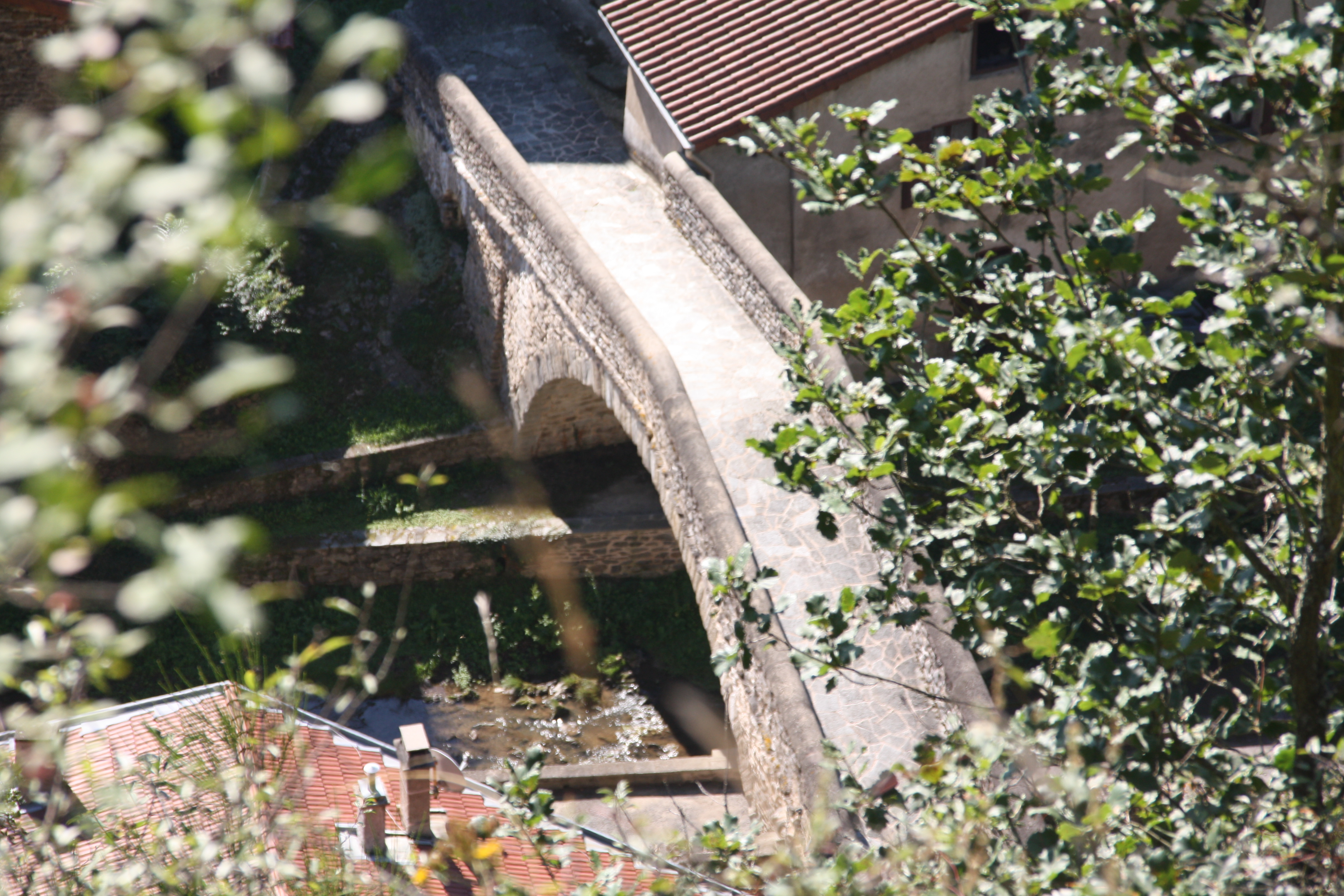
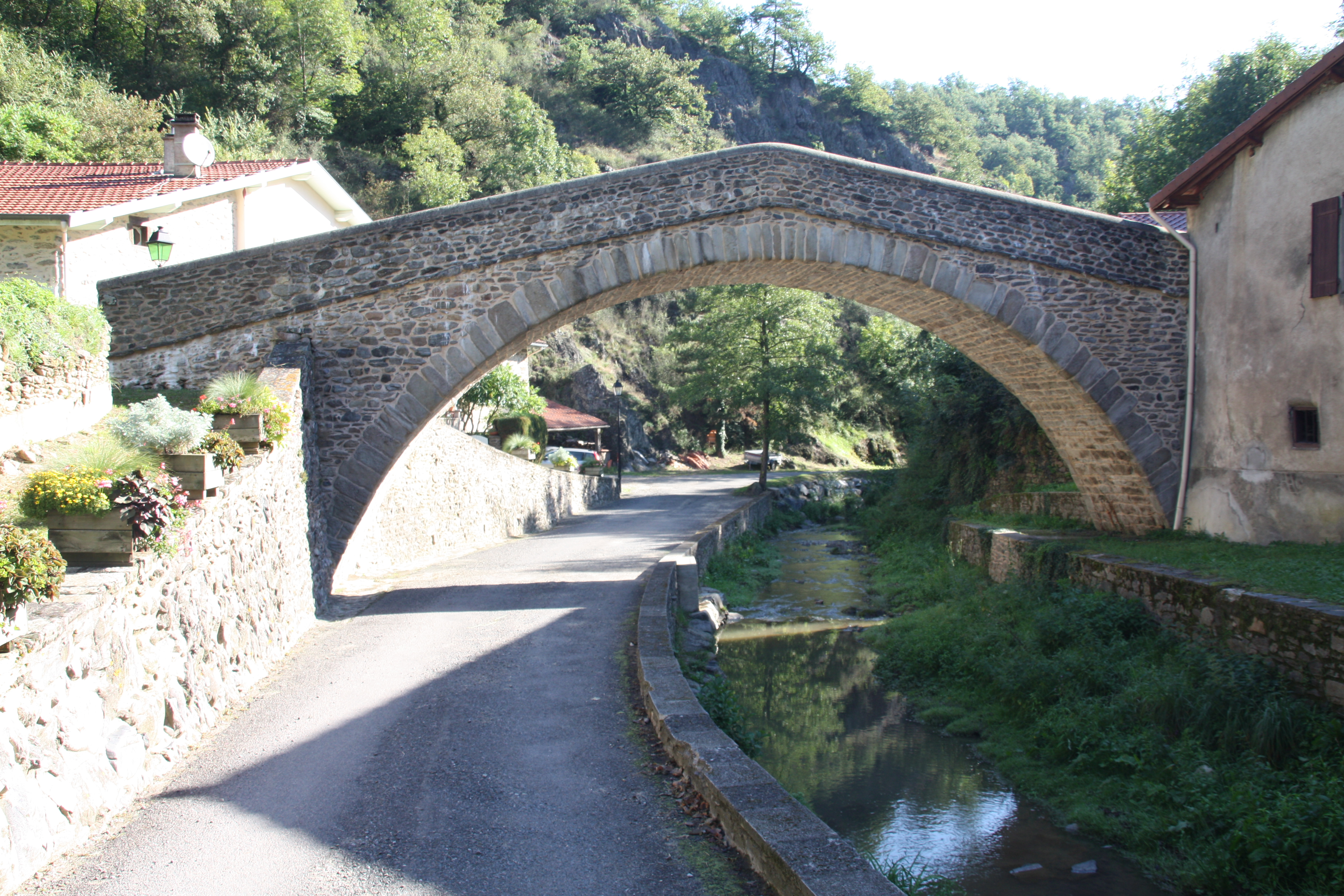